# Paul Haesaerts
Paul Haesaerts était un cinéaste et critique d'art belge flamand né le 15 février 1901 à Boom et décédé le 31 janvier 1974 à Bruxelles.

## Biographie
Paul Hasaerts, candidat en Droit, étudia la peinture et l'architecture à l'Institut supérieur des Beaux-Arts d'Anvers. Il est le frère de Luc Haesaerts (Boom, 1899 - Uccle 1962), docteur en Droit, licencié en philosophie, avocat, critique d'art et cinéaste. Ils étaient tous deux les fils de Benjamin Haesaerts, un ingénieur né à Rumst, et d'Emma Spillemaekers, femme racée et extrêmement cultivée, ainsi que les petits-fils d'un médecin, Guillelmus Augustinus Haesaerts né à Louvain. Ces deux frères furent d'éminents catalyseurs de la vie artistique en Belgique.
Paul Haesaerts, homme de lettres, critique et historien d'art, fut aussi architecte et artiste-peintre. Il a surtout réalisé des films sur l'art, le folklore et le patrimoine belge.
De 1925 à 1930, avec son frère Luc, il crée le Mouvement d'Etikhove, et ils vivent à l'auberge De Vos. Ils y rencontrent Valerius De Saedeleer, qui avait à Etikhove sa Villa Tynlon, Edgard Tytgat, Hippolyte Daeye, et bien d'autres. Paul et Luc écrivent ensemble à cette époque Flandre, Essai sur l'art flamand depuis 1880, publié en 1931.
À partir de 1948, la Cinémathèque royale de Belgique sous l'impulsion de son directeur Fernand Rigot lui commande  la production de film, comme à d'autres cinéastes belges comme notamment Charles Dekeukeleire, Gérard De Boe, André Cauvin.
En 1952, Paul Haesaerts réalise un film documentaire expérimental intitulé Quatre peintres belges au travail brossant un portrait des peintres Edgard Tytgat, Albert Dasnoy, Jean Brusselmans, Paul Delvaux. Sous l'œil de l'objectif de la caméra, les quatre artistes préparent, composent et exécutent un grand panneau de verre un motif représentant une des quatre saisons et évoque, dans un paysage approprié, une étape de la vie humaine.
En 1959, il écrit l' Histoire de la peinture moderne en Flandre. La préface est d'Herman Teirlinck.
Il est connu pour avoir coréalisé en 1960 De Leerschool van de vrijheid (L'école de la liberté) avec Edmond Bernhard.
Haesaerts est aussi critique d'art et essayiste dans le domaine de la peinture. Il est notamment l'auteur de L'Ecole de Laethem-Saint-Martin (Editions Formes, Bruxelles, 1945) qui, revu et corrigé, deviendra, en 1965, Laethem-Saint-Martin, le village élu de l'art flamand. Sous la forme d'une suite de chapitres monographiques très détaillés, l'ouvrage décrit la vie et les œuvres des différents artistes du groupe de l'École de Laethem-Saint-Martin à la fin du XIXe siècle, début du XXe siècle. Il a également publié un James Ensor (1ère édition 1953; rééd. Meddens, Bruxelles, 1973).